# Dilara Öztunç
Dilara Öztunç (* 17. März 1989 in Istanbul) ist eine türkische Schauspielerin.

## Leben
Dilara Öztunç studierte Schauspiel und Theater an der Maltepe-Universität in Istanbul.
Sie spielte unter anderem in der türkischen Jugend-Drama-Serie Küçük Sırlar mit.

## Filmografie
- 2008: Ask-i Memnu  (Fernsehserie, eine Folge)
- 2010: Küçük Sırlar (Fernsehserie, 19 Folgen)
- 2013: Fatih Harbiye (Fernsehserie)
- 2015: Bedel (Fernsehserie)
- 2015: Gamsiz Hayat (Fernsehminiserie)
- 2019: Döndüm Ben